# 都思噶尔
都思噶尔（？—1653年），博尔济吉特氏，清朝初年蒙古王公，阿巴噶部人，布达什哩的儿子。
初号巴图尔济农，因为察哈尔林丹汗虐掠，于是依附喀尔喀。清太宗天聪九年（1635年），归附后金，贡驼马貂皮。崇德二年（1637年），派遣属下阿玉什向清朝入贡。清世祖顺治八年（1651年），正式归附清朝，封札萨克多罗郡王，掌管阿巴噶左翼旗。